# Хамза Рафия
Хамза Рафия (на арабски: حمزة رفيعة) е тунизийски футболист, играещ като полузащитник за италианския „Лече“ и националния отбор на Тунис. Участник в Купа на африканските нации 2021 и 2023. През 2024 на последните бележи единствения гол за отбора си срещу Мали за победата с 1:0.

## Успехи
Ювентус (Торино)
- Купа на Италия
  -  Носител (1): 2020/21